# Stary Grodków (przystanek kolejowy)
Stary Grodków – przystanek osobowy w Starym Grodkowie w województwie opolskim, w powiecie nyskim, w gminie Skoroszyce, w Polsce.

## Ruch pasażerski
W roku 2017 przystanek obsługiwał 0–9 pasażerów na dobę. W roku 2022 dobowa wymiana pasażerska na przystanku wynosiła 0-9 pasażerów.